# Hexatoma quadriaurantia
Hexatoma quadriaurantia är en tvåvingeart som beskrevs av Alexander 1950. Hexatoma quadriaurantia ingår i släktet Hexatoma och familjen småharkrankar. Inga underarter finns listade i Catalogue of Life.